# Drahňov
Drahňov je obec na Slovensku. Nachází se v Košickém kraji, v okrese Michalovce. Obec má rozlohu 17,57 km² a leží v nadmořské výšce 105 m. V roce 2011 v obci žilo 1371 obyvatel.  První písemná zmínka o obci pochází z roku 1262.
Na území obce je chráněné ptačí území Medzibodrožie.